# San Marino az 1988. évi téli olimpiai játékokon
San Marino a kanadai Calgaryban  megrendezett 1988. évi téli olimpiai játékok egyik részt vevő nemzete volt. Az országot az olimpián 2 sportágban 5 sportoló képviselte, akik érmet nem szereztek.

## Alpesisí
Férfi
| Versenyző          | Versenyszám            | 1. futam      | 1. futam      | 2. futam      | 2. futam      | Összesítés | Összesítés |
| Versenyző          | Versenyszám            | Idő           | Hely.         | Idő           | Hely.         | Idő        | Helyezés   |
| ------------------ | ---------------------- | ------------- | ------------- | ------------- | ------------- | ---------- | ---------- |
| Francesco Cardelli | Műlesiklás             | 1:20,40       | 57.           | 1:14,81       | 47.           | 2:35,21    | 44.        |
| Francesco Cardelli | Óriás-műlesiklás       | 1:27,15       | 74.           | 1:24,28       | 63.           | 2:51,43    | 63.        |
| Nicola Ercolani    | Műlesiklás             | 1:32,97       | 63.           | 1:05,85       | 37.           | 2:38,82    | 45.        |
| Nicola Ercolani    | Óriás-műlesiklás       | 1:21,42       | 65.           | 1:17,14       | 55.           | 2:38,56    | 56.        |
| Nicola Ercolani    | Szuperóriás-műlesiklás |               |               |               |               | 1:59,70    | 45.        |
| Fabio Guardigli    | Műlesiklás             | nem ért célba | nem ért célba | kiesett       | kiesett       | kiesett    | kiesett    |
| Fabio Guardigli    | Óriás-műlesiklás       | 1:24,40       | 70.           | 1:22,15       | 60.           | 2:46,55    | 60.        |
| Fabio Guardigli    | Szuperóriás-műlesiklás |               |               |               |               | 2:06,59    | 51.        |
| Riccardo Stacchini | Óriás-műlesiklás       | 1:21,89       | 66.           | nem ért célba | nem ért célba | kiesett    | kiesett    |
| Riccardo Stacchini | Szuperóriás-műlesiklás |               |               |               |               | kizárták   | kizárták   |

## Sífutás
Férfi
| Versenyző          | Versenyszám | Eredmény  | Helyezés |
| ------------------ | ----------- | --------- | -------- |
| Andrea Sammaritani | 15 km       | 1:02:58,1 | 85.      |
| Andrea Sammaritani | 30 km       | 2:15:07,7 | 86.      |